# (4603) Bertaud
(4603) Bertaud es un asteroide perteneciente al cinturón de asteroides, descubierto el 25 de noviembre de 1986 por el equipo del Centro de Investigaciones en Geodinámica y Astrometría desde el Sitio de Observación de Calern, Caussols, Francia.

## Designación y nombre
Designado provisionalmente como 1986 WM3. Fue nombrado Bertaud en honor del astrónomo francés Charles Bertaud, dirigió al descubridor en el observatorio de Meudon.

## Características orbitales
Bertaud está situado a una distancia media del Sol de 2,630 ua, pudiendo alejarse hasta 3,257 ua y acercarse hasta 2,002 ua. Su excentricidad es 0,238 y la inclinación orbital 12,51 grados. Emplea 1557 días en completar una órbita alrededor del Sol.

## Características físicas
La magnitud absoluta de Bertaud es 12,2. Tiene 22,496 km de diámetro y su albedo se estima en 0,05.